# Голи (Слонимский район)
Голи (белор. Голі) — деревня в Сеньковщинском сельском Совете Слонимского района Гродненской области Белоруссии. Расположена на правом берегу реки Берёза, вдоль трассы Н-6351 (Слоним — Поречье — Низ — Едначи — Сеньковщина). Со слов долгожителей деревни, название пошло от слова «голо». Так за время Великой Отечественной войны немецкие каратели 2 раза сжигали деревню до гола и после каждого раза жители восстанавливали её из руин.
На 2016 год в деревне проживает около 55 человек, в основном пожилое население.
Так же из произведения "Дуб з бярозай" автор Сыч Нина известно, что деревня ранее называлась Каралин.